# تأثير لانداو - بوميرانشوك - مجدال
في فيزياء الطاقة العالية، يعد تأثير لانداو - بوميرانشوك - ميغدال أو Landau–Pomeranchuk–Migdal effect، المعروف أيضًا باسم تأثير لانداو - بوميرانشوك وتأثير بوميرانشوك، أو ببساطة تأثير LPM، هو تقليل المقاطع العرضية للإنتاج الثنائي والإنتاج عند الطاقات العالية أو كثافة المادة. تم تسميته على شرف ليف لانداو وإسحاق بوميرانشوك وأركادي مجدال.

## نظرة عامة
الجسيم عالي الطاقة الذي يخضع لعدة انتثار ناعم من وسيط سوف يتعرض لتأثيرات التداخل بين مواقع الانتثار المجاورة. من عدم اليقين حيث يصبح نقل الزخم الطولي صغيراً، سيزداد الطول الموجي للجسيمات، إذا أصبح الطول الموجي أطول من متوسط المسار الحر في الوسط (متوسط المسافة بين مواقع التشتت) ثم لا يمكن التعامل مع التشتت كأحداث مستقلة، هذا هو تأثير LPM. يفترض طيف Bethe-Heitler للإشعاع الناجم عن التشتت المتعدد أن التشتت مستقل، ويؤدي التداخل الكمي بين التبعثر المتتالي الناتج عن تأثير LPM إلى قمع الطيف الإشعاعي بالنسبة إلى ذلك الذي تنبأ به Bethe-Heitler.
يحدث التثبيط في أجزاء مختلفة من طيف الانبعاث، بالنسبة للديناميكا الكهربائية الكمية (QED) يتم قمع طاقات الفوتون الصغيرة، وبالنسبة للديناميكا اللونية الكمومية (QCD) يتم قمع طاقات الغلوون الكبيرة. في QED، تهيمن إعادة تشتت الإلكترون عالي الطاقة على العملية، في QCD تحمل الغلوونات المنبعثة شحنة لونية وتتفاعل مع الوسط أيضًا. نظرًا لأن الغلوونات ناعمة ، فإن إعادة تناثرها سيوفر التعديل السائد للطيف.
أظهر ليف لانداو وإسحاق بوميرانشوك أن الصيغ الخاصة بـالمقاطع العرضية وإنشاء الأزواج في المادة التي صاغها Hans Bethe و Walter Heitler (صيغة Bethe-Heitler) كانت غير قابلة للتطبيق في الطاقة العالية أو كثافة المادة العالية. يقلل تأثير تشتت كولوم المتعدد بواسطة الذرات المجاورة من المقاطع العرضية لإنتاج الأزواج و المقاطع العرضية. طور أركادي مجدال صيغة قابلة للتطبيق في الطاقات العالية أو كثافات المادة العالية التي تفسر هذه التأثيرات.